# Liste der französischen Truppen in der Völkerschlacht bei Leipzig
Aufgelistet sind die Einheiten der französischen Armee in der Völkerschlacht bei Leipzig (Ordre de bataille). Hier erfolgte eine Truppenkonzentration, wie sie von Frankreich bis zum Ersten Weltkrieg nicht mehr erreicht wurde.
153.779 Infanteristen (Fantassins)
36.361 Kavalleristen (Cavaliers)
778 Geschütze
11.035 Artilleristen (Canonniers)
7403 Trainsoldaten (Tringlots)
3275 Pioniere (Sapeurs)
1776 Gendarmen
5051 Nichtkombattanten (Ärzte, Krankenträger, Fuhrleute etc.)
- Total: 208.578 Mann Kampftruppen unter dem Befehl von Kaiser Napoleon, inklusive der Truppen der mit Frankreich verbündeten Satellitenstaaten

## Truppen

### Französische Truppen
125.708 Infanteristen
28.294 Kavalleristen
624 Geschütze, bedient von 15.928 Kanonieren und Trainsoldaten
169.930 Mann = 81,8 % der Gesamtkräfte
Neben den größtenteils aus originär französischen Bürgern rekrutierten Truppenteilen existierten auch zahlreiche Verbände, die entweder in annektierten Gebieten (linksrheinisches Deutschland, Belgien, Niederlande, Oldenburg, Hamburg, Wallis) ausgehoben, in befreundeten bzw. zumindest nominell verbündeten Staaten (Polen/Litauen, Schweiz/Neuenburg, Spanien) geworben oder als vorhandene Truppenteile (aus unterschiedlichen Motiven) der französischen Armee überstellt (bergische und polnische Kavallerie) wurden.

### Verbündete Truppen
Etwa ein Fünftel der Truppen Napoleons wurde von Verbündeten gestellt, bei denen jedoch der Grad der Freiwilligkeit für diese Allianz schwankte: Während die Polen (Herzogtum Warschau) realistischerweise eine Perspektive für die Freiheit ihres Vaterlandes nur an der Seite Frankreichs sahen, handelte es sich beim Königreich Westphalen und beim Großherzogtum Berg um scheinsouveräne Vasallenstaaten. Die 1806 entstandenen Königreiche Sachsen und Sachsen erhofften sich hingegen einen aus ihrer Sicht angemessenen Platz im Spannungsfeld des Deutschen Dualismus, während das lange aus gleichen Motiven durchaus erfolgreich agierende Bayern hier bereits ins Lager der Gegner gewechselt war.
- Herzogtum Warschau

7706 Infanteristen
4978 Kavalleristen
48 Geschütze, bedient von 774 Kanonieren und Trainsoldaten
Total: 13.458 Mann = 6,5 % der Gesamtkräfte
- Königreich Sachsen

4369 Infanteristen
1084 Kavalleristen
39 Geschütze, bedient von 665 Kanonieren und Trainsoldaten
Total: 6118 Mann = 2,9 % der Gesamtkräfte
- Königreich Italien

4463 Infanteristen
540 Kavalleristen
26 Geschütze, bedient von 478 Kanonieren und Trainsoldaten
Total: 5481 Mann = 2,6 % der Gesamtkräfte
- Großherzogtum Baden

4467 Infanteristen
0 Kavalleristen
8 Geschütze, bedient von 157 Kanonieren und Trainsoldaten
Total: 4626 Mann = 2,2 % der Gesamtkräfte
- Großherzogtum Hessen

2555 Infanteristen
92 Kavalleristen
3 Geschütze, bedient von 40 Kanonieren und Trainsoldaten
Total: 2683 Mann = 1,2 % der Gesamtkräfte
- Königreich Württemberg

800 Infanteristen
1119 Kavalleristen
12 Geschütze, bedient von 160 Kanonieren und Trainsoldaten
Total: 2079 Mann = 1,0 % der Gesamtkräfte
- Königreich Westphalen

1691 Infanteristen
92 Kavalleristen
12 Geschütze, bedient von 156 Kanonieren und Trainsoldaten
Total: 1939 Mann = 0,9 % der Gesamtkräfte
- Königreich Neapel

1185 Infanteristen
254 Kavalleristen
6 Geschütze, bedient von 78 Kanonieren und Trainsoldaten
Total: 1517 Mann = 0,7 % der Gesamtkräfte
- Großherzogtum Würzburg

505 Infanteristen
64 Kavalleristen
0 Geschütze
Total: 505 Mann = 0,2 % der Gesamtkräfte
- Großherzogtum Berg

0 Infanteristen
0 Kavalleristen (die Chevau-légers du Grand-duché de Berg waren ein Fremdenregiment der französischen Kaisergarde und sind daher nicht hier erfasst)
6 Geschütze
Total: unter 100 Mann, Anteil an den Gesamtkräfte zu gering für Erfassung

## Garde impériale/Kaiserliche Garde

### Alte Garde
| L’infanterie de la Vieille Garde (Infanterie der Alten Garde) Maréchal Mortier 10.819 Soldaten – 24 Kanonen – 8 Mörser | L’infanterie de la Vieille Garde (Infanterie der Alten Garde) Maréchal Mortier 10.819 Soldaten – 24 Kanonen – 8 Mörser        |
| --- | --- |
| 1. Infanteriedivision – Général Friant 6155 Soldaten – 12 Kanonen – 4 Mörser Artillerie und Train 1er régiment d’artillerie à pied de la Vieille Garde (1. Regiment der Fußartillerie der Alten Garde) – 1. und 2. Kompanie – 16 Geschütze 1er bataillon du train de la Garde (1. Garde-Trainbataillon) – 6. Kompanie – 55 Trainsoldaten   | |
| 1. Brigade – Général Christiani | |
| 1errégiment de chasseurs à pied de la Garde (1. Regiment der Gardejäger zu Fuß) – 1. und 2. Bataillon – 1525 Mann | 2e régiment de chasseurs à pied de la Garde (2. Regiment der Gardejäger zu Fuß) – 1. und 2. Bataillon – 1525 Mann             |
| 2. Brigade – Général Michel | |
| 1er régiment de grenadiers à pied de la Garde (1. Regiment der Gardegrenadiere zu Fuß) – 1. und 2. Bataillon – 1525 Mann | 2e régiment de grenadiers à pied de la Garde (2. Regiment der Gardegrenadiere zu Fuß) – 1. und 2. Bataillon – 1525 Mann       |
| 2. Infanteriedivision – Général Curial 4664 Soldaten – 12 Kanonen – 4 Mörser Artillerie und Train 1er régiment d’artillerie à pied de la Garde impériale (1. Regiment der Garde Fußartillerie) – 10. und 14. Kompanie – 16 Geschütze 1er bataillon du train de la Garde (1. Garde-Trainbataillon) – 2. und 3. Kompanie – 110 Trainsoldaten | |
| 1. Brigade – Général Rousseau | |
| 1er régiment de fusiliers-grenadiers de la Garde (1. Regiment der Garde Füsilier-Grenadiere) – 1. und 2. Bataillon – 1012 Mann | 2e régiment de fusiliers-grenadiers de la Garde (2. Regiment der Garde Füsilier-Grenadiere) – 1. und 2. Bataillon – 1012 Mann |
| Régiment des Vélites de Torin (Turiner Velitenregiment) – 1 Bataillon – 506 Mann | Régiment des Vélites de Florence (Florentiner Velitenregiment) – 1 Bataillon – 506 Mann                                       |
| 2. Brigade – Général Rottembourg | |
| Régiment der sächsischen Leibgarde-Grenadiere (Königreich Sachsen) – 1 Bataillon – 506 Mann | Garderegiment (Königreich Westphalen) – 1 Bataillon – 506 Mann                                                                |
| Polnische Garde (Herzogtum Warschau) – 1 Bataillon – 506 Mann | |

### Junge Garde
| Corps de la Jeune Garde – (Corps der Jungen Garde) Maréchal Oudinot 21.752 Soldaten – 72 Kanonen – 24 Mörser | Corps de la Jeune Garde – (Corps der Jungen Garde) Maréchal Oudinot 21.752 Soldaten – 72 Kanonen – 24 Mörser |
| --- | --- |
| 1. Infanteriedivision – Général Pacthod 6040 Soldaten – 18 Kanonen – 6 Mörser Artillerie und Train 1er régiment d’artillerie à pied de la Garde impériale (1. Regiment der Garde Fußartillerie) – 1., 2. und 8. Kompanie – 24 Geschütze 1er bataillon du train de la Garde (1. Garde-Trainbataillon) – 4. Kompanie – 55 Trainsoldaten 2e bataillon du train de la Garde (2. Garde-Trainbataillon) – 3. Kompanie – 55 Trainsoldaten Train des équipages de la Garde (Garde-Ausrüstungskolonne) – 1. Kompanie – 55 Trainsoldaten 5e bataillon des sapeurs de la Garde (5. Garde-Pionierbataillon) – 2. Kompanie – 55 Pioniere | |
| 1. Brigade – Général Lacoste | |
| 1er régiment de voltigeurs de la Garde (1. Regiment der Gardevoltigeure) – 1. und 2. Bataillon – 970 Mann | 2e régiment de voltigeurs de la Garde (2. Regiment der Gardevoltigeure) – 1. und 2. Bataillon – 970 Mann     |
| 2. Brigade – Général Couloumy | |
| 3e régiment de voltigeurs de la Garde (3. Regiment der Gardevoltigeure) – 1. und 2. Bataillon – 970 Mann | 4e régiment de Voltigeurs de la Garde (4. Regiment der Gardevoltigeure) – 1. und 2. Bataillon – 970 Mann     |
| 3. Brigade – Général Gros | |
| 11e régiment de voltigeurs de la Garde (11. Regiment der Gardevoltigeure) – 1. und 2. Bataillon – 970 Mann | 11e régiment de tirailleurs de la Garde (11. Regiment der Gardeschützen) – 1. und 2. Bataillon – 970 Mann    |
| 2. Infanteriedivision – Général Barrois 5460 Soldaten – 18 Kanonen – 6 Mörser Artillerie und Train 1er régiment d’artillerie à pied de la Garde impériale (1. Gardefußartillerieregiment) – 3., 4. und 12 Kompanie – 24 Geschütze 1er bataillon du train de la Garde (1. Gardetrainbataillon) – 9. Kompanie – 55 Trainsoldaten 2e bataillon du train de la Garde (2. Gardetrainbataillon) – 9. Kompanie – 55 Trainsoldaten Train des équipages de la Garde (Garde-Ausrüstungskolonne) – 7. Kompanie – 55 Trainsoldaten 7e bataillon des sapeurs de la Garde (7. Garde-Pionierbataillon) – 3. Kompanie – 55 Pioniere         | |
| 1. Brigade – Général Poret de Morvan | |
| 1er régiment de tirailleurs de la Garde (1. Regiment der Gardeschützen) – 1. und 2. Bataillon – 875 Mann | 2e régiment de tirailleurs de la Garde (2. Regiment der Gardeschützen) – 1. und 2. Bataillon – 875 Mann      |
| 3e régiment de tirailleurs de la Garde (3. Regiment der Gardeschützen) – 1. und 2. Bataillon – 875 Mann | |
| 2. Brigade – Général Dulong de Rosnay | |
| 4e régiment de tirailleurs de la Garde (4. Regiment der Gardeschützen) – 1. und 2. Bataillon – 875 Mann | 5e régiment de tirailleurs de la Garde (5. Regiment der Gardeschützen) – 1. und 2. Bataillon – 875 Mann      |
| 6e régiment de tirailleurs de la Garde (6. Regiment der Gardeschützen) – 1. und 2. Bataillon – 875 Mann | |
| 3. Infanteriedivision – Général Decouz 4731 Soldaten – 18 Kanonen – 6 Mörser Artillerie und Train 1er régiment d’artillerie à pied de la Garde impériale (1. Garde-Fußartillerieregiment) – 9., 11. und 13. Kompanie – 24 Geschütze Train des équipages de la Garde (Ausrüstungskolonne der Garde) – 7. Kompanie – 55 Trainsoldaten | |
| 1. Brigade – Général Boyer de Rébeval | |
| 5e régiment de voltigeurs de la Garde (4. Garde-Voltigeurs-Regiment) – {1. und 2. Bataillon – 780 Mann | 6e régiment de voltigeurs de la Garde (&. Garde-Voltigeurs-Regiment) – 1. und 2. Bataillon – 780 Mann        |
| 7e régiment de voltigeurs de la Garde (7. Garde-Voltigeurs-Regiment) – 1. und 2. Bataillon – 780 Mann | |
| 2. Brigade – Général Pelet-Clozeau | |
| 8e régiment de voltigeurs de la Garde (8. Garde-Voltigeurs-Regiment) – 1. und 2. Bataillon – 780 Mann | 9e régiment de voltigeurs de la Garde (9. Garde-Voltigeurs-Regiment) – 1. und 2. Bataillon – 780 Mann        |
| 7e régiment de tirailleurs de la Garde (7. Gardeschützenregiment) – 1. und 2. Bataillon – 780 Mann | |
| 4. Infanteriedivision – Général Roguet 5521 Soldaten – 18 Kanonen – 6 Mörser Artillerie und Train 1er régiment d’artillerie à pied de la Garde impériale (1. Garde-Fußartillerieregiment)\|\| 5., 6. und 7. Kompanie – 24 Geschütze 2e Bataillon du train de la Garde (2. Garde-Trainbataillon) – 1. und 2. Kompanie – 110 Trainsoldaten\|\| | |
| 1. Brigade – Général Flamand | |
| 1er régiment des flanqueurs-chasseurs de la Garde (Garde Flanqueurs-Chasseurs-Regiment) – 1. und 2. Bataillon – 1082 Mann | |
| 2. Brigade – Général Marguet | |
| 7e régiment de tirailleurs de la Garde (7. Gardeschützeregiment) – 1. und 2. Bataillon – 780 Mann | 9e régiment de tirailleurs de la Garde (9. Gardeschützeregiment) – 1. und 2. Bataillon – 780 Mann            |
| 10e régiment de tirailleurs de la Garde (10. Gardeschützeregiment) – 1. und 2. Bataillon – 780 Mann | |

### Gardekavallerie
| Cavalerie de la Garde – Général de Nansouty | Cavalerie de la Garde – Général de Nansouty                                                                                          |
| --- | --- |
| 1. Kavalleriedivision – Général d’Ornano 1556 Reiter 4 Kanonen 2 Mörser Artillerie und Train Artillerie à cheval de la Vielle Garde (Berittene Artillerie der Alten Garde) – 6. Kompanie – 6 Geschütze 11. Garde-Trainbataillon – 5. Kompanie – 73 Trainsoldaten                                    | |
| 1. Brigade – Général de Colbert | |
| Chevau-légers du Grand-duché de Berg (Bergisches Chevaulegers-Regiment) – 6 Escadrons – 448 Reiter | 2e régiment de chevau-légers lanciers de la Garde impériale – 10 Escadrons – 794 Reiter                                              |
| 2. Brigade – Général de Pinteville | |
| Régiment des dragons de l’Impératrice (Dragonerregiment der Kaiserin) – 5. und 6. Escadron – 241 Reiter | |
| 2. Kavalleriedivision – Général Lefebvre des Nouettes 1630 Reiter 4 Kanonen 2 Mörser Artillerie und Train Artillerie à cheval de la Vielle Garde (Berittene Artillerie der Alten Garde) – 5. Kompanie – 6 Geschütze 10e bataillon du train (10. Trainbataillon) – 6. Kompanie – 79 Trainsoldaten    | |
| 1. Brigade – Général Vincent-Corvin Graf Krasinski | |
| Lanciers polonais de la Garde impériale (Polnische Ulanen der kaiserlichen Garde) – 4., 5., und 7. Escadron – 578 Reiter | Régiment des chasseurs à cheval de la Garde (Jäger zu Pferde der kaiserlichen Garde) – 6., 7., 8. und 9. Escadron – 666 Reiter       |
| 2. Brigade – Général Castex | |
| Régiment des Grenadiers à cheval de la Garde impériale (Grenadiere zu Pferde der kaiserlichen Garde) – 5. und 6. Escadron – 307 Reiter | |
| 3. Kavalleriedivision – Général Walther 4270 Reiter 8 Kanonen 4 Mörser Artillerie und Train Artillerie à cheval de la Vielle Garde (Artillerie zu Pferde der Alten Garde) – {3. und 4. Kompanie – 12 Geschütze 12e bataillon du train (12. Trainbataillon) – 3. und 4. Kompanie – 145 Trainsoldaten | |
| 1. Brigade – Général Lion | |
| 1er régiment de chevau-légers lanciers de la Garde impériale (1. Regiment der Chevau-légers Lanciers der kaiserlichen Garde – Herzogtum Warschau) – 1., 2. und 3. Escadron – 572 Reiter | 4e régiment de gardes d’honneur de la Garde impériale (4. Regiment der Ehrengarde der kaiserlichen Garde) – 2 Escadrons – 202 Reiter |
| Chasseurs à cheval de la Garde impériale (Regiment Jäger zu Pferde der kaiserlichen Garde) – 1., 2., 3., 4., 5. und 10. Escadron – 922 Reiter | 1er régiment de gardes d’honneur de la Garde impériale – 1. und 2. Escadron – 284 Reiter                                             |
| 2. Brigade – Général Letort | |
| Régiment des dragons de l’Impératrice (Dragonerregiment der Kaiserin) – 1., 2., 3. und 4. Escadron – 792 Reiter | 2e régiment de gardes d’honneur de la Garde impériale – 1. und 2. Escadron – 261 Reiter                                              |
| 3. Brigade – Général de Laferrière | |
| Régiment de grenadiers à cheval (Regiment der Grenadiere zu Pferde) – 1., 2., 3. und 4. Escadron – 938 Reiter | 3e régiment de gardes d’honneur de la Garde impériale – 1. Escadron – 154 Reiter                                                     |
| Parc et Génie de la Garde (Artillerie- und Pionierpark der Garde) – Général Dulauloy 3911 Soldaten 38 Kanonen 12 Mörser | |
| Artillerie | |
| 1er régiment d’artillerie à pied de la Vieille Garde (1. Fußartillerieregiment der Alten Garde) – 3., 4., 5. und 6. Kompanie – 32 Geschütze | Artillerie à cheval de la Vieille Garde – 1. und 2. Kompanie – 12 Geschütze                                                          |
| Artillerie à cheval du Duché de Berg (Artillerie zu Pferd des Herzogtums Berg) – 1 Kompanie – 6 Geschütze | |
| Genie (Pioniere) | |
| Sapeurs de la Garde (Gardepioniere) – 2 Kompanien – 254 Pioniere | Pontonniers de la Garde (Pontoniere der Garde) – 1 Kompanie – 127 Pontoniere                                                         |
| Marins de la Garde (Bootsleute der Garde) – 4 Kompanien – 508 Mann | Marins de la Garde (Königreich Neapel) – 1 Kompanie – 127 Mann                                                                       |
| Ouvriers de la Garde (Arbeiter der Garde) – 3 Kompanien – 381 Mann | Gendarmes de la Garde (Gardegendarmerie) – 12 Kompanien – 1524 Gendarmen                                                             |
| Train | |
| Train d’artillerie de la Garde (Artillerietrain der Garde) – 15 Kompanien – 825 Trainsoldaten | Artillerietrain Großherzogtum Baden – 1 Kompanie – 55 Trainsoldaten                                                                  |
| Train du Génie de la Garde (Train der Gardepioniere) – 1 Kompanie – 55 Trainsoldaten | Train des équipages de la Garde (Ausrüstungstrain der Garde) – 1 Kompanie – 55 Trainsoldaten                                         |

## Rechter Flügel –Maréchal Murat, König von Neapel

### 2. Corps
| Maréchal Victor, Duc de Bellune Chef des Stabes: Général Louis Huguet-Chataux Artilleriekommandant: Général François Bernard de Mongenet Pionierkommandant: Commandant Bron 18174 Mann 43 Kanonen – 12 Mörser 862 Kanoniere – 900 Trainsoldaten – 23 Arbeiter – 373 Pioniere | Maréchal Victor, Duc de Bellune Chef des Stabes: Général Louis Huguet-Chataux Artilleriekommandant: Général François Bernard de Mongenet Pionierkommandant: Commandant Bron 18174 Mann 43 Kanonen – 12 Mörser 862 Kanoniere – 900 Trainsoldaten – 23 Arbeiter – 373 Pioniere |
| --- | --- |
| 4. Infanteriedivision – Général Dubreton 6155 Soldaten – 12 Kanonen – 4 Mörser Artillerie und Train 1er régiment d’artillerie à pied de la Vieille Garde (1. Regiment der Fußartillerie der Alten Garde) – 1. und 2. Kompanie – 16 Geschütze 1er bataillon du train de la Garde (1. Garde-Trainbataillon) – 6. Kompanie – 55 Trainsoldaten                                                                                                | |
| 1. Brigade – Général Ferrière | |
| 24e régiment d’infanterie légère (24. leichtes Infanterieregiment) – 1., 2. und 4. Bataillon – 1440 Mann | 19e régiment d’infanterie – 1., 2., und 4. Bataillon – 1258 Mann |
| 2. Brigade – Général Brun | |
| 37e régiment d’infanterie de ligne (37. Linien-Infanterieregiment) – 1., 2., und 4. Bataillon – 1140 Mann | 56e régiment d’infanterie de ligne (56. Linien-Infanterieregiment) – 1., 2., und 4. Bataillon – 1393 Mann |
| 5. Infanteriedivision – Général Dufour 6966 Mann 6 Kanonen (6 Pfünder) – 2 Mörser (24 Pfünder) 174 Kanoniere – 12 Trainsoldaten Artillerie und Train Général Grosset 5e régiment d’artillerie à pied (5. Fußartillerieregiment) – 13. Kompanie – 4 Geschütze 8e régiment d’artillerie à pied (8. Fußartillerieregiment) – 12. Kompanie – 4 Geschütze 12e bataillon du train (12. Trainbataillon) – 3. Kompanie – 12 Trainsoldaten         | |
| 1. Brigade – Général Estko | |
| 26e régiment d’infanterie légère (26. leichtes Infanterieregiment) – 1., 2., und 4. Bataillon – 1596 Mann | 93e régiment d’infanterie de ligne (93. Linien-Infanterieregiment) – 1., 2., und 4. Bataillon – 1494 Mann |
| 2. Brigade Général Jean Revest | |
| 46e régiment d’infanterie de ligne (46. Linien-Infanterieregiment) – 1. Bataillon – 569 Mann | 72e régiment d’infanterie de ligne (72. Linien-Infanterieregiment) – 1. Bataillon – 607 Mann |
| 6. Infanteriedivision – Général Vial 5977 Soldaten – 12 Kanonen (6 Pfünder) – 4 Mörser (24 Pfünder) 209 Kanoniere – 208 Trainsoldaten Artillerie und Train 3e régiment d’artillerie à pied (3. Fußartillerieregiment) – 25. und 26. Kompanie – 16 Kanoniere 3. und 14. Trainbataillon – 2 Kompanien – 208 Trainsoldaten | |
| 1. Brigade – Général de Valory | |
| 11e régiment d’infanterie légère (11. leichtes Infanterieregiment) – 1., 2., und 4. Bataillon – 1403 Mann | 4e régiment d’infanterie de ligne (4. Linien-Infanterieregiment) – 1., 2., und 4. Bataillon – 1381 Mann |
| 2. Brigade – Général Bronikowski | |
| 2e régiment d’infanterie de ligne (2. Linien-Infanterieregiment) – 1., 2., und 4. Bataillon – 1588 Mann | 18e régiment d’infanterie de ligne (18. Linien-Infanterieregiment) – 1., 2., und 4. Bataillon – 1605 Mann |
| Reserveartillerie – Général Mongenet 8 Kanonen (12 Pfünder) – 5 Kanonen (6 Pfünder) – 2 Mörser (24 Pfünder) 289 Kanoniere – 472 Trainsoldaten – 23 Arbeiter – 373 Pioniere 6e régiment d’artillerie à pied (6. Fußartillerieregiment) – 10. Kompanie – 8 Geschütze 2e régiment d’artillerie à cheval (2. berittenes Artillerieregiment) – 10. Kompanie – 6 Geschütze 4., 9., 11. und 14. Trainbataillon – 6 Kompanien – 225 Trainsoldaten | |
| Artilleriepark 2e régiment d’artillerie à pied (2. Fußartillerieregiment) – 9. Kompanie – ? Geschütze 15. Arbeiterkompanie – 23 Mann 3., 4., 8., 9., 11. und 12. Trainbataillon – 7 Kompanien – 247 Trainsoldaten 2., 3. und 5. Pionierbataillon – 3 Kompanien – 373 Pioniere | |

### 8. (Polnisches) Corps
| Général Prince Poniatowski Chef des Stabes: Général Rozniecki Artilleriekommandant: Colonel Redel Pionierkommandant: Colonel Mallet 5200 Mann 32 Kanonen 400 Kanoniere – 50 Trainsoldaten                        | Général Prince Poniatowski Chef des Stabes: Général Rozniecki Artilleriekommandant: Colonel Redel Pionierkommandant: Colonel Mallet 5200 Mann 32 Kanonen 400 Kanoniere – 50 Trainsoldaten |
| --- | --- |
| 26. (Französische) Infanteriedivision – Général Ludwik Kamieniecki 16 Kanonen 200 Kanoniere Artillerie Régiment d’artillerie (Artillerieregiment Herzogtum Warschau) – 1., 2., 3. und 4. Kompanie – 14 Geschütze | |
| 1. Brigade – Général Sierawski | |
| Régiment de la Vistule – (Weichselregiment) – 1. und 2. Bataillon – 714 Mann | 1er régiment d’infanterie de ligne (1. Linien-Infanterieregiment – Herzogtum Warschau) – 1. und 2. Bataillon – 714 Mann                                                                   |
| 16e régiment d’infanterie de ligne ( (16. Linien-Infanterieregiment – Herzogtum Warschau) ) – 1. und 2. Bataillon – 714 Mann                                                                                     | |
| 2. Brigade – Général Malachowski | |
| 8e régiment d’infanterie de ligne (8. Linien-Infanterieregiment – Herzogtum Warschau) – 1. und 2. Bataillon – 714 Mann                                                                                           | 15e régiment d’infanterie de ligne (15. Linien-Infanterieregiment – Herzogtum Warschau) – 1. und 2. Bataillon – 714 Mann                                                                  |
| 3. Brigade – Général Grabowski | |
| 12e régiment d’infanterie de ligne (12. Linien-Infanterieregiment – Herzogtum Warschau) – 1. und 2. Bataillon – 714 Mann                                                                                         | 14e régiment d’infanterie de ligne (14. Linien-Infanterieregiment – Herzogtum Warschau) – 1. und 2. Bataillon – 714 Mann                                                                  |
| Polnische Kavallerie | |
| 27. Brigade – Général Uminski | |
| 14e régiment de cuirassiers Polonais (14. Polnisches Kürassierregiment – Herzogtum Warschau) – 1. und 2. Escadron – 120 Reiter                                                                                   | Régiment de Krakus (Krakauer Kavallerieregiment – Herzogtum Warschau) – 1., 2., 3. und 4. Escadron – 180 Reiter                                                                           |
| Reserveartillerie Régiment d’artillerie (Artillerieregiment Herzogtum Warschau) – 5. und 6. Kompanie – 16 Geschütze                                                                                              | |
| Pioniere und Versorgung (Herzogtum Warschau) – 2 Kompanien – 50 Mann | |

### 4. Kavalleriecorps
| Général François-Étienne Kellermann Chef des Stabes: Colonel Tancarville 2820 Mann 8 Kanonen (6 Pfünder) 100 Kanoniere – 50 Trainsoldaten | Général François-Étienne Kellermann Chef des Stabes: Colonel Tancarville 2820 Mann 8 Kanonen (6 Pfünder) 100 Kanoniere – 50 Trainsoldaten |
| --- | --- |
| 7. leichte Kavalleriedivision – Général Sokolnicki 1460 Reiter – 4 Kanonen – 50 Kanoniere Artillerie 2e régiment d’artillerie à cheval (2. berittenes Artillerieregiment – Herzogtum Warschau) – 4. Kompanie – 4 Geschütze | |
| 17. leichte Kavalleriebrigade – Général Tolinski | |
| 1er régiment de chasseurs à cheval (1. Regiment Jäger zu Pferde – Herzogtum Warschau) – 1., 2., 3. und 4. Escadron – 730 Reiter | 3e régiment de Uhlans (3. Ulanenregiment – Herzogtum Warschau) – 1., 2., 3. und 4. Escadron – 730 Reiter                                  |
| 8e division de cavalerie légère – Général Sulkowski 1460 Reiter – 4 Kanonen (6 Pfünder) 50 Kanoniere – 50 Trainsoldaten Artillerie und Train 6e régiment d’artillerie à cheval (6. berittenes Artillerieregiment – Herzogtum Warschau) – 2. Kompanie – 4 Geschütze 4. und 11. Trainbataillon (Herzogtum Warschau) – 2 Kompanien – 50 Trainsoldaten | |
| 19. leichte Kavalleriebrigade – Général Krukowski | |
| 6e régiment de Uhlans (6. Ulanenregiment – Herzogtum Warschau) – 1., 2., 3. und 4. Escadron – 730 Reiter | 8e régiment de Uhlans (8. Ulanenregiment – Herzogtum Warschau) – 1., 2., 3. und 4. Escadron – 730 Reiter                                  |

## Zentrum Kaiser Napoleon

### 5. Corps
| Général Lauriston Stabschef: Baillot Artilleriekommandant: Canas Pionierkommandant: Lamarre 11078 Mann – 764 Reiter – 37 Kanonen – 11 Mörser 826 Kanoniere – 747 Trainsoldaten – 19 Arbeiter – 220 Pioniere | Général Lauriston Stabschef: Baillot Artilleriekommandant: Canas Pionierkommandant: Lamarre 11078 Mann – 764 Reiter – 37 Kanonen – 11 Mörser 826 Kanoniere – 747 Trainsoldaten – 19 Arbeiter – 220 Pioniere |
| --- | --- |
| 10. Infanteriedivision – Général Albert 3635 Soldaten – 4 Kanonen (6 Pfünder) – 2 Mörser (24 Pfünder) – 129 Kanoniere – 179 Trainsoldaten Artillerie und Train (Général Cagneux) 7e régiment d’artillerie à pied – 3. und 4. Kompanie – 10 Geschütze 1er bataillon du train (1. Trainbataillon) – 4. Kompanie – 179 Mann              | |
| 1. Brigade – Général Bachelet-Damville | |
| 4e régiment provisoire d’infanterie légère (4. Provisorisches Leichtes Infanterieregiment) – 2 Bataillone – 534 Mann | 139e régiment d’infanterie de ligne – 1., 2. und 3. Bataillon – 1439 Mann |
| 2. Brigade – Général Bertrand | |
| 140e régiment d’infanterie de ligne (140. Linien-Infanterieregiment) – 1., 2. und 3. Bataillon – 685 Mann | 141e régiment d’infanterie de ligne – 1., 2. und 3. Bataillon – 977 Mann |
| 16. Infanteriedivision – Général Maison 3747 Soldaten – 8 Kanonen (6 Pfünder) – 2 Mörser (24 Pfünder) – 162 Kanoniere – 142 Trainsoldaten Artillerie und Train 1er régiment d’artillerie à pied (1. Fußartillerieregiment) – 1. und 3. Kompanie – 10 Geschütze 8e bataillon du train (8. Trainbataillon) – 4. Kompanie – 142 Mann     | |
| 1. Brigade – Général Mandeville | |
| 152e régiment d’infanterie de ligne (152. Linien-Infanterieregiment) – 1., 2. und 3. Bataillon – 1296 Mann | |
| 2. Brigade – Général Simmer | |
| 154e régiment d’infanterie de ligne (154. Linien-Infanterieregiment) – 1., 2. und 3. Bataillon – 1118 Mann | |
| 19. Infanteriedivision – Général Rochambeau 3696 Soldaten – 8 Kanonen (6 Pfünder) – 2 Mörser (24 Pfünder) – 165 Kanoniere – 135 Trainsoldaten Artillerie und Train 5e régiment d’artillerie à pied (5. Fußartillerieregiment) – 12. und 17. Kompanie – 10 Geschütze 3e bataillon du train (3. Trainbataillon) – 1 Kompanie – 135 Mann | |
| 1. Brigade – Général Lafitte | |
| 135e régiment d’infanterie de ligne (135. Linien-Infanterieregiment) – 1., 2. und 3. Bataillon – 794 Mann | |
| 2. Brigade – Général Harlet | |
| 150e régiment d’infanterie de ligne (150. Linien-Infanterieregiment) – 1., 2. und 3. Bataillon – 911 Mann | 155e régiment d’infanterie de ligne (155. Linien-Infanterieregiment) – 1., 2. und 3. Bataillon – 1229 Mann                                                                                                  |
| Reservepark 764 Reiter 11 Kanonen (12 Pfünder) Kanonen (6 Pfünder) 5 Mörser (24 Pfünder) 370 Kanoniere 291 Trainsoldaten 19 Arbeiter 220 Pioniere | |
| Artillerie | |
| 1er régiment d’artillerie à pied (1. Fußartillerieregiment) – 15., 16. und 17. Kompanie – 14 Geschütze | 5e régiment d’artillerie à cheval (5. berittenes Artillerieregiment) – 2. Kompanie – 4 Geschütze |
| 6e régiment d’artillerie à cheval (6. berittenes Artillerieregiment) – 7. Kompanie – 4 Geschütze | |
| Pioniere | |
| 6e bataillon de sapeurs (6. Pionierbataillon) – 1., 2. und 3. Kompanie – 220 Mann | 3. und 9. Trainbataillon – 2 Kompanien – 291 Mann |
| 15e compagnie d’ouvriers (15. Arbeiterkompanie) – 19 Mann | |
| 6. leichte Kavalleriebrigade – Général Dermoncourt | |
| 2e régiment de chasseurs à cheval – 1., 2. und 3. Escadron – 209 Reiter | 6e régiment de chasseurs à cheval – 1., 2. und 3. Escadron – 331 Reiter |

### 9. Corps
| Maréchal Augereau Stabschef: Général Monthion Artilleriekommandant: Général Pellegrin Pionierkommandant: Général Dode 8515 Mann – 12 Kanonen (Sechspfünder) 207 Kanoniere – 140 Trainsoldaten – 75 Pioniere | Maréchal Augereau Stabschef: Général Monthion Artilleriekommandant: Général Pellegrin Pionierkommandant: Général Dode 8515 Mann – 12 Kanonen (Sechspfünder) 207 Kanoniere – 140 Trainsoldaten – 75 Pioniere |
| --- | --- |
| 51. Infanteriedivision – Général Turreau de Garambouville 4585 Soldaten – 9 Kanonen (6 Pfünder) – 155 Kanoniere – 142 Trainsoldaten Artillerie 1er régiment d’artillerie (1. Artillerieregiment) – 22. Kompanie – 3 Geschütze 2e régiment d’artillerie (2. Artillerieregiment) – 5. und 21. Kompanie – 6 Geschütze | |
| 1. Brigade – Général Lagarde | |
| 32e demi brigade provisoire (32. Provisorische Halbbrigade) – 2 Bataillone – 1310 Mann | 63e régiment d’infanterie de ligne – 2. Bataillon – 655 Mann |
| 2. Brigade – Général Aymard | |
| 34e demi brigade provisoire – 2 Bataillone – 1310 Mann | |
| 52. Infanteriedivision – Général de Semellé 3930 Soldaten – 3 Kanonen (6 Pfünder) – 52 Kanonieren Artillerie und Train Régiment d’artillerie à pied (Fußartillerieregiment) – 2 Kompanien – ? Geschütze ? Trainbataillon – 4 Kompanien – 140 Mann                                                                  | |
| 1 compagnie de sapeurs (Pionierkompanie) – 75 Mann | |
| 1. Brigade – Général Bagneries | |
| 37e demi brigade provisoire – 2 Bataillone – 1310 Mann | |
| 2. Brigade – Général Godard | |
| 121e régiment d’infanterie de ligne – 6. Bataillon – 655 Mann | 86e régiment d’infanterie de ligne – 2. Bataillon – 655 Mann |

### 11. Corps
| Maréchal MacDonald Stabschef: Général Grundler Artilleriekommandant: Colonel Lautereau Pionierkommandant: Chef de bataillon Marion 17008 Mann – 446 Reiter – 79 Kanonen 1580 Kanoniere – 280 Trainsoldaten – 65 Gendarmen – 220 Pioniere | Maréchal MacDonald Stabschef: Général Grundler Artilleriekommandant: Colonel Lautereau Pionierkommandant: Chef de bataillon Marion 17008 Mann – 446 Reiter – 79 Kanonen 1580 Kanoniere – 280 Trainsoldaten – 65 Gendarmen – 220 Pioniere |
| --- | --- |
| 31. Infanteriedivision – Général Ledru 4740 Soldaten – 20 Kanonen – 400 Kanonieren Artillerie und Train 1er Régiment d’artillerie à pied – 5. Kompanie – 8 Geschütze Westphälisches Fußartillerieregiment – 2 Kompanien – 12 Geschütze | |
| 1. Brigade – Général Fressinet | |
| 11e demi brigade provisoire d’infanterie de ligne – 3 Bataillone – 1185 Mann | 13e demi brigade provisoire d’infanterie de ligne – 3 Bataillone – 1185 Mann |
| Neapolitanische Brigade – Général Macdonald | |
| Régiment d’infanterie d’elite (Königreich Neapel) – 1. Bataillon – 395 Mann | 4e régiment d’infanterie légère (Neapel) – 1. und 2. Bataillon – 790 Mann |
| Westphälische Brigade – ? | |
| 8. Linien-Infanterieregiment (Königreich Westphalen) – 1. und 2. Bataillon – 790 Mann | Leichtes Infanterieregiment (Westphalen) – 4. Bataillon – 395 Mann |
| 35. Infanteriedivision – Général Gérard 3445 Soldaten – 14 Kanonen – 280 Kanoniere – 105 Trainsoldaten Artillerie und Train 1er régiment d’artillerie à pied (Italien) – 6. Kompanie – 8 Geschütze Régiment italien d’artillerie à cheval (Italienisches berittenes Artillerieregiment) – 3. Kompanie – 6 Geschütze 1. Trainbataillon (Italien) – 1. Kompanie – 35 Mann 2. Trainbataillon (Italien) – 3. und 4. Kompanie – 70 Mann | |
| 1. Brigade – Général Hénin | |
| 6e régiment d’infanterie de ligne – 3., 4. und 7. Bataillon – 795 Mann | 112e régiment d’infanterie de ligne – 1., 2., 3. und 4. Bataillon – 1060 Mann |
| 2. Brigade – Général Zucchi | |
| 2e régiment d’infanterie légère (Italien) – 3. und 4. Bataillon – 530 Mann | 5e régiment d’infanterie de ligne (Italien) – 1., 2., 3. und 4. Bataillon – 1060 Mann |
| 36. Infanteriedivision – Général Charpentier 4224 Soldaten – 16 Kanonen – 320 Kanoniere – 70 Trainsoldaten Artillerie und Train 1er régiment d’artillerie à pied – 5. Kompanie – 8 Geschütze 2e régiment d’artillerie à pied – 19. Kompanie – 8 Geschütze 7. und 12. Trainbataillon – 2 Kompanien – 70 Mann | |
| 2. Brigade – Général Simmer ? | |
| 22e régiment d’infanterie légère – 1.–4. Bataillon – 1536 Mann | 10e régiment d’infanterie de ligne – 4. und 6. Bataillon – 768 Mann |
| 2. Brigade – Général Meunier | |
| 3e régiment d’infanterie légère – 3. und 4. Bataillon – 768 Mann | 14e régiment d’infanterie légère – 3., 4. und 7. Bataillon – 1152 Mann |
| 39. Infanteriedivision – Général Marchand 4599 Soldaten – 7 Kanonen – 140 Kanoniere Artillerie und Train Badisches Artillerieregiment (Großherzogtum Baden) – 1 Kompanie – 4 Geschütze Hessisches Artillerieregiment – 1 Kompanie – 3 Geschütze | |
| 1. Brigade – Général von Stockhorn | |
| 1. Linienregiment (Baden) – 1. und 2. Bataillon – 1022 Mann | 3. Linienregiment (Baden) – 1. und 2. Bataillon – 1022 Mann |
| 2. Brigade – Général Emil von Hessen-Darmstadt | |
| Garde-Füsilierregiment (Großherzogtum Hessen) – 1. Bataillon – 511 Mann | Leib-Garde-Regiment (Großherzogtum Hessen) – 1. und 2. Bataillon – 1022 Mann |
| Leib Régiment (Großherzogtum Hessen) – 1. und 2. Bataillon – 1022 Mann | |
| Leichte Kavallerie 446 Reiter | |
| 28. leichte Kavalleriebrigade – Général Montbrun | |
| 4e régiment de chasseurs à cheval (Italien) – 1. und 2. Escadron – 128 Reiter | 2e régiment de chasseurs à cheval (Neapel) – 1. bis 4. Escadron – 254 Reiter |
| Régiment de chasseurs à cheval de Wurzbourg (Würzburgische Jäger zu Pferd) – 1. Escadron – 64 Reiter | |
| Artilleriereserve und Park 22 Kanonen 440 Kanoniere, 105 Trainsoldaten, 220 Pioniere, 65 Gendarmen | |
| Régiment d’artillerie – 2 Kompanien – 16 Geschütze | Régiment d’artillerie (Neapel) – 1 Kompanie – 6 Geschütze |
| ? Trainbataillon – 3 Kompanien – 105 Mann | 1 Kompanie Gendarmerie – 65 Mann |
| 3 Pionierkompanien – 220 Mann | |

### 1. Kavalleriekorps
| Général La Tour-Maubourg Stabschef: Colonel Mathieu Artilleriekommandant: Colonel Lavoye 6480 Reiter – 33 Kanonen 440 Kanoniere – 280 Trainsoldaten | Général La Tour-Maubourg Stabschef: Colonel Mathieu Artilleriekommandant: Colonel Lavoye 6480 Reiter – 33 Kanonen 440 Kanoniere – 280 Trainsoldaten |
| --- | --- |
| 1. Leichte Kavalleriedivision – Général Berckheim 1850 Reiter | |
| 2. Leichte Kavalleriebrigade – Général Pierre Palamède de Marin, comte de Montmarin | |
| 16e régiment de chasseurs à cheval – 1. und 2. Escadron – 308 Reiter | 1er régiment de chevau-légers lanciers – 1. und 2. Escadron – 308 Reiter                                                                            |
| 3. Leichte Kavalleriebrigade – Général Piquet | |
| 5e régiment de chevau-légers lanciers – 1. und 2. Escadron – 308 Reiter | 8e régiment de chevau-légers lanciers (Herzogtum Warschau) – 1. und 2. Escadron – 308 Reiter                                                        |
| 1er régiment de chasseurs à cheval (Italien) – 1., 2., 3. und 4. Escadron – 308 Reiter | |
| 2. Leichte Kavalleriedivision – Général Corbineau 925 Reiter | |
| 1. Leichte Kavalleriebrigade – Général Coëtlosquet | |
| 6e régiment de hussards – 1. und 2. Escadron – 308 Reiter | 7e régiment de hussards – 1. und 2. Escadron – 308 Reiter                                                                                           |
| 8e régiment de hussards – 1. und 2. Escadron – 308 Reiter | |
| 3. Leichte Kavalleriedivision – Général Chastel 1910 Reiter 6 Kanonen (Sechspfünder) 80 Kanoniere, 35 Trainsoldaten Artillerie und Train Régiment d’artillerie à cheval – 1 Kompanie – 6 Geschütze Trainbataillon – 1 Kompanie – 35 Mann | |
| 4. Leichte Kavalleriebrigade – Général Vallin | |
| 8e régiment de chasseurs à cheval – 1. und 2. Escadron – 294 Reiter | 9e régiment de chasseurs à cheval – 1. und 2. Escadron – 294 Reiter                                                                                 |
| 25e régiment de chasseurs à cheval – 1. und 2. Escadron – 294 Reiter | |
| 5. Leichte Kavalleriebrigade – Général Vial | |
| 1er régiment de chasseurs à cheval – 1., 2. und 3. Escadron – 440 Reiter | 19e régiment de chasseurs à cheval – 1., 2., 3. und 4. Escadron – 588 Reiter                                                                        |
| 1. Schwere Kavalleriedivision – Général de Bordessoulle 1255 Reiter 6 Kanonen (Sechspfünder) 80 Kanoniere, 35 Trainsoldaten Artillerie und Train Régiment d’artillerie à cheval (Berittenes Artillerieregiment) – 1 Kompanie – 6 Geschütze Trainbataillon – 1 Kompanie – 35 Mann                                                                                     | |
| 1. Schwere Kavalleriebrigade – Général Sopransi | |
| 2e régiment de cuirassiers – 1. und 2. Escadron – 100 Reiter | 3e régiment de cuirassiers – 1., 2. und 3. Escadron – 150 Reiter                                                                                    |
| 6e régiment de cuirassiers – 1., 2. und 3. Escadron – 150 Reiter | |
| 2. Schwere Kavalleriebrigade – Général Bessières | |
| 9e régiment de cuirassiers – 1., 2. und 3. Escadron – 150 Reiter | 11e régiment de cuirassiers – 1., 2. und 3. Escadron – 150 Reiter                                                                                   |
| 12e régiment de cuirassiers – 1., 2. und 3. Escadron – 150 Reiter | |
| 3. Schwere Kavalleriebrigade – Général Lessing ? | |
| Gardekürassierregiment (Sachsen) – 1., 2., 3. und 4. Escadron – 200 Reiter | Kürassierregiment Zastrow (Sachsen) – 1., 2., 3. und 4. Escadron – 200 Reiter                                                                       |
| 3. Schwere Kavalleriedivision – Général Doumerc 540 Reiter 6 Kanonen (Sechspfünder) 80 Kanoniere, 35 Trainsoldaten Artillerie und Train – Berittenes Artillerieregiment (Italien) – 1 Kompanie – 6 Geschütze Trainbataillon (Italien) – 1 Kompanie – 35 Trainsoldaten                                                                                                | |
| 1. Schwere Kavalleriebrigade – Général Lalaing d’Audenarde | |
| 4e régiment de cuirassiers – 1., 2. und 3. Escadron – 78 Reiter | 7e régiment de cuirassiers – 1., 2. und 3. Escadron – 78 Reiter                                                                                     |
| 14e régiment de cuirassiers – 1. und 2. Escadron – 52 Reiter | Régiment des Dragons Napoléon (Italien) – 1., 2., 3. und 4. Escadron – 104 Reiter                                                                   |
| 2. Schwere Kavalleriebrigade – Général Reiset | |
| 7e régiment de dragons – 1. und 2. Escadron – 52 Reiter | 23e régiment de dragons – 1., 2. und 3. Escadron – 78 Reiter                                                                                        |
| 28e régiment de dragons – 1, und 2, Escadron – 52 Reiter | 30e régiment de dragons – 1. und 2. Escadron – 52 Reiter                                                                                            |
| Reservepark 15 Kanonen (Sechspfünder) 200 Kanoniere, 175 Trainsoldaten Artillerie 1., 3., 4. und 6. Berittenes Artillerieregiment – 4 Kompanien – 12 Geschütze 3. Berittenes Artillerieregiment (Sachsen) – 1 Kompanie – 3 Geschütze Train 8. und 16. Trainbataillon – 4 Kompanien – 140 Trainsoldaten 1. Sächsisches Trainbataillon – 1 Kompanie – 35 Trainsoldaten | |

### 2. Kavalleriekorps
| Général Sebastiani de la Porta Stabschef: Colonel Lascours Artilleriekommandant: Colonel Colin 5676 Reiter – 12 Kanonen 160 Kanoniere – 85 Trainsoldaten | Général Sebastiani de la Porta Stabschef: Colonel Lascours Artilleriekommandant: Colonel Colin 5676 Reiter – 12 Kanonen 160 Kanoniere – 85 Trainsoldaten |
| --- | --- |
| 2. Leichte Kavalleriedivision – Général Roussel d’Hurbal 2154 Reiter 3 Kanonen – 40 Kanoniere – 25 Trainsoldaten Artillerie und Train 1. Berittenes Artillerieregiment – 7. Kompanie – 3 Geschütze 11. Trainbataillon – 2. Kompanie – 25 Trainsoldaten         | |
| 7. Leichte Kavalleriebrigade – Général Lagrange | |
| 2e régiment de chevau-légers lanciers – 1., 2. und 3. Escadron – 340 Reiter | 11e régiment de chasseurs à cheval – 1., 2. und 3. Escadron – 340 Reiter                                                                                 |
| 12e régiment de chasseurs à cheval – 1., 2. und 3. Escadron – 340 Reiter | |
| 8. Leichte Kavalleriebrigade – Général Dommanget | |
| 4e régiment de chevau-légers lanciers – 1., 2. und 3. Escadron – 340 Reiter | 5e régiment de hussards – 1., 2. und 3. Escadron – 340 Reiter                                                                                            |
| 9e régiment de hussards – 1., 2., 3. und 4. Escadron – 454 Reiter | |
| 4. Leichte Kavalleriedivision – Général Exelmans 2722 Reiter 3 Kanonen – 40 Kanoniere – 25 Trainsoldaten Artillerie und Train 4. Berittenes Artillerieregiment – 7. Kompanie – 3 Geschütze 11. Trainbataillon – 2. Kompanie – 25 Trainsoldaten                 | |
| 9. Leichte Kavalleriebrigade – Général Maurin | |
| 6e régiment de chevau-légers lanciers – 1., 2. und 3. Escadron – 340 Reiter | 4e régiment de chasseurs à cheval – 1., 2. und 3. Escadron – 340 Reiter                                                                                  |
| 7e régiment de chasseurs à cheval – 1., 2., 3. und 4. Escadron – 454 Reiter | 20e régiment de chasseurs à cheval – 1., 2., 3. und 4. Escadron – 454 Reiter                                                                             |
| 10. Leichte Kavalleriebrigade – Général Wathiez | |
| 11e régiment de hussards – 1., 2. und 3. Escadron – 340 Reiter | 23e régiment de chasseurs à cheval – 1., 2., 3. und 4. Escadron – 454 Reiter                                                                             |
| 24e régiment de chasseurs à cheval – 1., 2. und 3. Escadron 340 Reiter | |
| 2. Schwere Kavalleriedivision – Général Decrest de Saint-Germain 800 Reiter 6 Kanonen – 80 Kanoniere – 35 Trainsoldaten Artillerie und Train 6e régiment d’artillerie à cheval – 8. Kompanie – 6 Geschütze 13. Trainbataillon – 3. Kompanie – 35 Trainsoldaten | |
| 1. Schwere Kavalleriebrigade – Général Haugéranville | |
| 1er régiment de carabiniers – 1., 2. und 3. Escadron – 150 Reiter | 2e régiment de carabiniers – 1., 2. und 3. Escadron – 150 Reiter                                                                                         |
| 1er régiment de cuirassiers – 1., 2. und 3. Escadron 150 Reiter | |
| 2. Schwere Kavalleriebrigade – Général Thiry | |
| 5e régiment de cuirassiers – 1., 2. und 3. Escadron – 150 Reiter | 8e régiment de cuirassiers – 1. und 2. Escadron – 100 Reiter                                                                                             |
| 10e régiment de cuirassiers – 1. und 2. Escadron – 100 | |
| 5. Kavalleriekorps – Général Pajol Stabschef: ? 4218 Reiter – 12 Kanonen – 153 Kanoniere – 154 Trainsoldaten | |
| 9. Leichte Kavalleriedivision – Général Piré 1120 Reiter | |
| 32. Leichte Kavalleriebrigade – Général Klicki | |
| 3e regiment de hussards – 1., 3. und 4. Escadron – 294 Reiter | 27e régiment de chasseurs à cheval – 1., 2., 3. und 4. Escadron – 395 Reiter                                                                             |
| 33. Leichte Kavalleriebrigade – Général Vial | |
| 14e régiment de chasseurs à cheval – 1., 3. und 4. Escadron – 241 Reiter | 26e régiment de chasseurs à cheval – 1., 3. und 4. Escadron – 190 Reiter                                                                                 |
| 5. Schwere Kavalleriedivision – Général l’Héritier 1618 Reiter 3 Kanonen (Sechspfünder) – 40 Kanoniere – 35 Trainsoldaten Artillerie und Train Berittene Artillerie – 1 Kompanie – 3 Geschütze Trainbataillon – 1 Kompanie – 35 Trainsoldaten                  | |
| 1. Schwere Kavalleriebrigade – Général Queunot | |
| 2e régiment de dragons – 1., 2. und 3. Escadron – 350 Reiter | 6e régiment de dragons – 1., 2., 3. und 4. Escadron – 314 Reiter                                                                                         |
| 11e régiment de dragons – 1., 2., 3. und 4. Escadron – 383 Reiter | |
| 2. Schwere Kavalleriebrigade – Général Collaert | |
| 13e régiment de dragons – 1. und 3. Escadron – 240 Reiter | 15e régiment de dragons – 1., 2. und 3. Escadron – 331 Reiter                                                                                            |
| 6. Schwere Kavalleriedivision – Général Milhaud 1480 Reiter 3 Kanonen (Sechspfünder) 40 Kanoniere, 35 Trainsoldaten Artillerie und Train Berittene Artillerie – 1 Kompanie – 3 Geschütze Trainbataillon – 1 Kompanie – 35 Trainsoldaten                        | |
| 1. Schwere Kavalleriebrigade – Général La Motte | |
| 18e régiment de dragons – 1. und 3. Escadron 220 Reiter | 19e régiment de dragons – 1. und 3. Escadron – 253 Reiter                                                                                                |
| 20e régiment de dragons – 1. und 3. Escadron – 478 Reiter | |
| 2. Schwere Kavalleriebrigade – Général Montélégier | |
| 22e régiment de dragons – 1., 2. und 3. Escadron – 263 Reiter | 25e régiment de dragons – 1., 2. und 3. Escadron – 266 Reiter                                                                                            |
| Reservepark Artillerie 3. Berittenes Artillerieregiment – 5. Kompanie – 6 Geschütze Train 11. Trainbataillon – 1 Kompanie – 84 Trainsoldaten | |

## Linker Flügel –Maréchal Ney, Prince de la Moskowa

### 3. Korps
| Général Souham Chef des Stabes: Général Tarayre Artilleriekommandant: Général Charbonnel Pionierkommandant: Général Valazé 15564 Mann 684 Reiter 65 Kanonen – 866 Kanoniere – 435 Trainsoldaten – 300 Pioniere – 50 Gendarmen                                                                      | Général Souham Chef des Stabes: Général Tarayre Artilleriekommandant: Général Charbonnel Pionierkommandant: Général Valazé 15564 Mann 684 Reiter 65 Kanonen – 866 Kanoniere – 435 Trainsoldaten – 300 Pioniere – 50 Gendarmen |
| --- | --- |
| 8. Infanteriedivision – Général Brayer 5490 Mann 16 Kanonen – 210 Kanoniere – 70 Trainsoldaten Artillerie und Train 2. Fußartillerieregiment – 10. Kompanie – 8 Geschütze 9. Fußartillerieregiment – 5. Kompanie – 8 Geschütze 3. und 9. Trainbataillon – 2 Kompanien – 70 Trainsoldaten           | |
| 1. Brigade – Général Fournier | |
| 6e régiment d’infanterie légère (6. Leichtes Infanterieregiment) – 2. und 3. Bataillon – 732 Mann | 16e régiment d’infanterie légère – 2. und 3. Bataillon – 732 Mann |
| 28e régiment d’infanterie légère – 1. und 3. Bataillon – 732 Mann | 40e régiment d’infanterie de ligne – 2. und 3. Bataillon – 732 Mann |
| 2. Brigade – Général Bony | |
| 22e régiment d’infanterie de ligne – 1., 3. und 4. Bataillon – 1098 Mann | 59e régiment d’infanterie de ligne – 2. und 3. Bataillon – 732 Mann |
| 69e régiment d’infanterie de ligne – 3. und 4. Bataillon – 732 Mann | |
| 9. Infanteriedivision – Général Delmas 4796 Mann 13 Kanonen – 170 Kanoniere – 105 Trainsoldaten Artillerie und Train 9. Fußartillerieregiment – 2. und 11. Kompanie – 13 Geschütze 3. 6. und 10. Trainbataillon – 3 Kompanien – 105 Trainsoldaten                                                  | |
| 1. Brigade – Général Estève | |
| 2e régiment d’infanterie légère – 3. Bataillon – 436 Mann | 4e régiment d’infanterie légère – 3. Bataillon – 436 Mann |
| 136e régiment d’infanterie de ligne – 1., 2. und 3. Bataillon – 1308 Mann | |
| 2. Brigade – Général Maran | |
| 138e régiment d’infanterie de ligne – 1., 2. und 3. Bataillon – 1308 Mann | 145e régiment d’infanterie de ligne – 1., 2. und 3. Bataillon – 1308 Mann |
| 11. Infanteriedivision – Général Ricard 5278 Mann 12 Kanonen – 150 Kanoniere – 110 Trainsoldaten Artillerie und Train 9. Fußartillerieregiment – 5. Kompanie – 6 Geschütze 7. Fußartillerieregiment – 19. Kompanie – 6 Geschütze 10., 11. und 13. Trainbataillon – 3 Kompanien – 110 Trainsoldaten | |
| 1. Brigade – Général Charrière | |
| 9e régiment d’infanterie légère – 3., 4. und 6. Bataillon – 1131 Mann | 50e régiment d’infanterie de ligne – 2., 3. und 4. Bataillon – 1131 Mann |
| 65e régiment d’infanterie de ligne – 3. und 4. Bataillon – 754 Mann | |
| 2. Brigade – Général Vergez | |
| 142erégiment d’infanterie de ligne – 1., 2. und 3. Bataillon – 1131 Mann | 144e régiment d’infanterie de ligne – 1., 2. und 3. Bataillon – 1131 Mann |
| Reservepark 24 Kanonen – 330 Kanoniere – 150 Trainsoldaten – 300 Pioniere – 50 Gendarmen Artillerie Fußartillerie – 2 Kompanien – 16 Geschütze Berittene Artillerie – 1. Kompanie – 8 Geschütze Train Trainbataillon – 4 Kompanien 150 Trainsoldaten Gendarmen 1 Kompanie – 50 Mann                | |

### 6. Korps
| Maréchal Marmont Chef des Stabes: Général Richemont Artilleriekommandant: Général Foucher 15079 Mann 935 Reiter 92 Kanonen – 1230 Kanoniere – 1473 Trainsoldaten – 442 Pioniere – 38 Gendarmen | Maréchal Marmont Chef des Stabes: Général Richemont Artilleriekommandant: Général Foucher 15079 Mann 935 Reiter 92 Kanonen – 1230 Kanoniere – 1473 Trainsoldaten – 442 Pioniere – 38 Gendarmen |
| --- | --- |
| 20. Infanteriedivision – Général Compans 4555 Mann 16 Kanonen – 219 Kanoniere – 290 Trainsoldaten Artillerie und Train 5. Fußartillerieregiment – 16. Kompanie – 8 Geschütze 8. Fußartillerieregiment – 10. Kompanie – 8 Geschütze 8. Trainbataillon – 3. und 5. Kompanie – 290 Trainsoldaten | |
| 1. Brigade – Général Pelleport | |
| 32e régiment d’infanterie légère – 2. und 3. Bataillon – 578 Mann | 1er régiment d’infanterie de marine – 1., 2., 3., 4. und 5. Bataillon – 1833 Mann |
| 2. Brigade – Général Joubert | |
| 20e régiment provisoire d’infanterie de ligne – 2 Bataillone – 659 Mann | 25e régiment provisoire d’infanterie de ligne – 2 Bataillone – 319 Mann |
| 3e régiment d’infanterie de marine – 1., 2. und 3. Bataillon – 1166 Mann | |
| 21. Infanteriedivision – Général Lagrange 5743 Mann 16 Kanonen – 230 Kanoniere – 358 Trainsoldaten Artillerie und Train 4. Fußartillerieregiment – 10. Kompanie – 8 Geschütze 5. Fußartillerieregiment – 18. Kompanie – 8 Geschütze 8., 10. und 12. Trainbataillon – 3 Kompanien – 358 Trainsoldaten | |
| 1. Brigade – Général Jamin | |
| 37e régiment d’infanterie légère – 1., 2., 3. und 4. Bataillon – 1322 Mann | Régiment Joseph Napoléon – 1. Bataillon – 330 Mann |
| 4e Régiment d’infanterie de Marine – 1., 2. und 3. Bataillon – 1383 Mann | |
| 2. Brigade – Général Buquet | |
| 2e régiment d’infanterie de Marine – 1., 2., 3., 4., 5. und 6. Bataillon – 2708 Mann | |
| 22. Infanteriedivision – Général Friedrichs 4781 Mann 16 Kanonen – 199 Kanoniere – 265 Trainsoldaten Artillerie und Train 4. Fußartillerieregiment – 14. Kompanie – 8 Geschütze 9. Fußartillerieregiment – 22. Kompanie – 8 Geschütze 8. und 10. Trainbataillon – 2 Kompanien – 265 Trainsoldaten | |
| 1. Brigade – Général Coëhorn | |
| 11e régiment provisoire de ligne – 2 Bataillone – 649 Mann | 13e régiment provisoire de ligne – 2 Bataillone – 1127 Mann |
| 23e régiment d’infanterie légère – 3. und 4. Bataillon – 552 Mann | 15e régiment d’infanterie de ligne – 3. und 4. Bataillon – 657 Mann |
| 2. Brigade – Général Choisy | |
| 16e régiment provisoire de ligne – 2 Bataillone – 566 Mann | 121e régiment d’infanterie de ligne – 3. und 4. Bataillon – 591 Mann |
| 70e régiment d’infanterie de ligne – 3. und 4. Bataillon – 639 Mann | |
| Kavallerie 935 Reiter 6 Kanonen – 80 Kanoniere Artillerie Artilleriekontingent Württemberg – 1 Kompanie – 6 Geschütze | |
| 25. Leichte Kavalleriebrigade – Général Normann | |
| 2. Württembergisches Chevau-légers Regiment – 1., 2., 3. und 4. Escadron – 469 Reiter | 4. Württembergisches Regiment Jäger zu Pferde – 1., 2., 3. und 4. Escadron – 466 Reiter |
| Reservepark 38 Kanonen – 502 Kanoniere – 560 Trainsoldaten – 442 Pioniere – 38 Gendarmen Artillerie 5. Fußartillerieregiment – 3. und 26. Kompanie – 14 Geschütze 9. Fußartillerieregiment – 7. Kompanie – 8 Kanoniere 1. Berittenes Artillerieregiment – 1. Kompanie – 8 Geschütze 4. Berittenes Artillerieregiment – 3. Kompanie – 8 Geschütze Train 6., 10. und 12. Trainbataillon – 5 Kompanien 560 Trainsoldaten Pioniere 2., 4. und 7. Pionierbataillon – 4 Kompanien – 442 Mann Gendarmen 1 Kompanie – 38 Mann | |

### 7. Korps
| Général Reynier Chef des Stabes: Général Gressot Artilleriekommandant: Général Noury Pionierkommandant: Chef de bataillon Bertard 11943 Mann 56 Kanonen – 695 Kanoniere – 265 Trainsoldaten – 90 Pioniere                                                                                             | Général Reynier Chef des Stabes: Général Gressot Artilleriekommandant: Général Noury Pionierkommandant: Chef de bataillon Bertard 11943 Mann 56 Kanonen – 695 Kanoniere – 265 Trainsoldaten – 90 Pioniere |
| --- | --- |
| 31. Infanteriedivision – Général Guilleminot 5050 Mann 6 Kanonen – 199 Kanoniere – 265 Trainsoldaten Artillerie und Train 1 Fußartilleriekompanie – 6 Geschütze 1 Trainkompanie – 35 Trainsoldaten | |
| 1. Brigade – Général Gruyer | |
| 1er régiment d’infanterie légère – 4. Bataillon 505 Mann | 18e régiment d’infanterie légère – 1. und 2. Bataillon – 1010 Mann |
| 7e régiment d’infanterie de ligne – 3. Bataillon – 505 Mann | 156e régiment d’infanterie de ligne – 1. Bataillon – 505 Mann |
| 2. Brigade – Général Lejeune | |
| Régiment d’infanterie d’Illyrie (Illyrisches Infanterieregiment) – 2. Bataillon – 505 Mann | 52e régiment d’infanterie de ligne – 3. Bataillon – 505 Mann |
| 67e régiment d’infanterie de ligne – 3. Bataillon – 505 Mann | 101e régiment d’infanterie de ligne – 2. und 3. Bataillon – 1010 Mann |
| 32. Infanteriedivision – Général Durutte 3030 Mann 6 Kanonen – 80 Kanoniere – 35 Trainsoldaten Artillerie und Train 1 Fußartilleriekompanie – 6 Geschütze 1 Trainkompanie – 35 Trainsoldaten | |
| 1. Brigade – Général Drvaux | |
| 35e régiment d’infanterie légère – 1. Bataillon – 505 Mann | 132e régiment d’infanterie de ligne – 3. Bataillon – 505 Mann |
| 131e régiment d’infanterie de ligne – 3. Bataillon – 505 Mann | |
| 2. Brigade – Général Jarry | |
| 36e régiment d’infanterie légère – 1. Bataillon – 505 Mann | 133e régiment d’infanterie de ligne – 3. Bataillon – 505 Mann |
| Würzburisches Infanterieregiment – 3. Bataillon – 505 Mann | |
| 24. Infanteriedivision – Général Heinrich Wilhelm von Zeschau 3863 Mann 16 Kanonen – 160 Kanoniere – 70 Trainsoldaten – 90 Pioniere Artillerie und Train 2 sächsische Fußartilleriekompanien – 16 Geschütze Sächsisches Trainbataillon – 70 Trainsoldaten 2 sächsische Pionierkompanien – 90 Pioniere | |
| 1. Brigade – General von Brause | |
| Sächsisches leichtes Infanterieregiment – 1. Bataillon – 477 Mann | Grenadierbataillon „von Speigel“ – 217 Mann |
| Sächsisches Infanterieregiment „von Speidel“ – 1 Bataillon – 346 Mann | Sächsisches Infanterieregiment „Prinz Friedrich August“ – 1 Bataillon – 571 Mann |
| Sächsisches Infanterieregiment „von Rechten“ – 1 Bataillon – 159 Mann | |
| 2. Brigade – General Ryssel | |
| Sächsisches leichtes Infanterieregiment – 2. Bataillon – 718 Mann | Grenadierbataillon „von Anger“ – 181 Mann |
| Sächsisches Infanterieregiment „von Niesemeuschel“ – 1 Bataillon – 300 Mann | Sächsisches Jägerregiment – 1 Bataillon – 894 Mann |
| Kavallerie 684 Reiter Artillerie Sächsische Berittene Artillerie – 2 Geschütze | |
| 26. Leichte Kavalleriebrigade – General von Lindenau | |
| Sächsisches Husarenregiment – 3., 4., 5., 6., 7. und 8. Escadron – 373 Reiter | Sächsisches Ulanenregiment – 1., 2., 3., 4. und 5. Escadron – 311 Reiter |
| Reservepark 24 Kanonen – 315 Kanoniere – 125 Trainsoldaten – 1 Kompanie berittene sächsische Artillerie – 6 Geschütze – 1 Kompanie sächsische Fußartillerie – 8 Kanoniere 1 Kompanie französische Fußartillerie – 8 Geschütze 2 Trainkompanien – 125 Trainsoldaten                                    | |

### 3. Kavalleriekorps
| Général Arrighi, Duc de Padoue Chef des Stabes: Colonel Salel Artilleriekommandant: Colonel Chevau 4140 Reiter 18 Kanonen – 393 Kanoniere – 206 Trainsoldaten                                                                                         | Général Arrighi, Duc de Padoue Chef des Stabes: Colonel Salel Artilleriekommandant: Colonel Chevau 4140 Reiter 18 Kanonen – 393 Kanoniere – 206 Trainsoldaten |
| --- | --- |
| 5. Leichte Kavalleriedivision – Général Lorge 1360 Reiter 3 Kanonen – 40 Kanoniere ½ Kompanie berittene Artillerie – 3 Geschütze | |
| 12. Leichte Kavalleriebrigade – Général Shea | |
| 5e régiment de chasseurs à cheval – 1., 3. und 4. Escadron – 393 Mann | 10e régiment de chasseurs à cheval – 1., 3. und 4. Escadron – 226 Reiter                                                                                      |
| 13e régiment de chasseurs à cheval – 5. und 6. Escadron – 270 Reiter | |
| 13. Leichte Kavalleriebrigade – Général Merlin | |
| 15e régiment de chasseurs à cheval – 4. Escadron – 134 Reiter | 21e régiment de chasseurs à cheval – 3. Escadron – 117 Reiter                                                                                                 |
| 22e régiment de chasseurs à cheval | 3. und 4. Escadron – 220 Reiter |
| 6. Leichte Kavalleriedivision – Général Fournier 1140 Reiter 3 Kanonen – 40 Kanoniere ½ Kompanie berittene Artillerie – 3 Geschütze | |
| 14. Leichte Kavalleriebrigade – Général Merlin | |
| 29e régiment de chasseurs à cheval – 4. Escadron – 121 Reiter | 31e régiment de chasseurs à cheval – 4. Escadron – 177 Reiter                                                                                                 |
| 1er régiment de hussards – 4. Escadron – 254 Reiter | |
| 15. Leichte Kavalleriebrigade – Général Ameil | |
| 2e régiment de hussards – 3. und 4. Escadron – 353 Reiter | 4e régiment de hussards – 4. Escadron – 33 Reiter |
| 12e régiment de hussards – 4. Escadron – 202 Reiter | |
| 4. Schwere Kavalleriedivision – Général Defrance 1640 Reiter 3 Kanonen – 40 Kanoniere ½ Kompanie berittene Artillerie – 3 Kanonen | |
| 2. Schwere Kavalleriebrigade – Général Axamitowski | |
| 4 e régiment de dragons – 4. Escadron – 106 Reiter | 5 e régiment de dragons – 3. Escadron – 216 Reiter |
| 14 e régiment de dragons – 3. Escadron – 139 Reiter | 12 e régiment de dragons – 3. Escadron – 337 Reiter |
| 24 e régiment de dragons – 3. Escadron – 58 Reiter | |
| 2. Schwere Kavalleriebrigade – Général Quinette | |
| 16 e régiment de dragons – 4. Escadron – 116 Reiter | 17 e régiment de dragons – 3. Escadron – 200 Reiter |
| 21 e régiment de dragons – 4. Escadron – 126 Reiter | 26 e régiment de dragons – 4. Escadron – 70 Reiter |
| 27 e régiment de dragons – 5. Escadron – 120 Reiter | 13e régiment de cuirassiers – 5. Escadron – 152 Reiter |
| Reservepark 9 Kanonen – 273 Kanoniere – 206 Trainsoldaten ½ Kompanie berittene Artillerie – 3 Kanonen Artillerie 5. Berittenes Artillerieregiment – 1. und 5. Kompanie – ? Geschütze Train 1. und 4. Trainbataillon – 2 Kompanien – 206 Trainsoldaten | |

## Detachierte Einheiten
| 4. Korps – Général Bertrand Chef des Stabes: Général Delort Artilleriekommandant: Général Taviel Pionierkommandant: Colonel Izoard 8366 Mann 368 Reiter 30 Kanonen – 396 Kanoniere – 185 Trainsoldaten – 50 Pioniere – 80 Gendarmen             | 4. Korps – Général Bertrand Chef des Stabes: Général Delort Artilleriekommandant: Général Taviel Pionierkommandant: Colonel Izoard 8366 Mann 368 Reiter 30 Kanonen – 396 Kanoniere – 185 Trainsoldaten – 50 Pioniere – 80 Gendarmen |
| --- | --- |
| 12. Infanteriedivision – Général Morand 5704 Mann 12 Kanonen – 156 Kanoniere – 80 Trainsoldaten Artillerie und Train 2. Fußartillerieregiment – 1. und 3. Kompanie – 12 Geschütze 7. Trainbataillon – 1. und 2. Kompanie – 80 Trainsoldaten     | |
| 1. Brigade – Général Bellair | |
| 8e régiment d’infanterie légère (8. Leichtes Infanterieregiment) – 1., 2., 3. und 4. Bataillon – 1630 Mann | |
| 2. Brigade – Général Toussaint | |
| 13e régiment d’infanterie de ligne – 1., 2., 3. und 4. Bataillon – 1630 Mann | |
| 3. Brigade – Général Hulot | |
| 23e régiment d’infanterie de ligne – 1., 2. und 4. Bataillon – 1222 Mann | 137e régiment d’infanterie de ligne – 1., 2. und 3. Bataillon – 1222 Mann |
| 15. Infanteriedivision (Königreich Italien) – Général Fontanelli 1862 Mann 6 Kanonen – 80 Kanoniere – 35 Trainsoldaten Artillerie und Train Italienische Fußartilleriekompanie – 6 Geschütze Italienische Trainkompanie – 35 Trainsoldaten      | |
| 1. Brigade – Général St. Andrea | |
| 1er régiment d’infanterie légère – 2 Bataillone – 532 Mann (Italien) | 6e régiment d’infanterie de ligne – 1 Bataillon – 266 Mann (Italien) |
| 2. Brigade – Général Martel | |
| 1er régiment d’infanterie de ligne – 1 Bataillon – 266 Mann (Italien) | 4e régiment d’infanterie de ligne – 1 Bataillon – 266 Mann (Italien) |
| 3. Brigade – Général Moroni | |
| Régiment des Gardes à pied de Milan (Regiment der Mailänder Garde zu Fuß) – 1 Bataillon – 266 Mann (Italien) | 7ee régiment d’infanterie de ligne – 1 Bataillon – 266 Mann (Italien) |
| 38. Infanteriedivision – Général Franquemont 800 Mann 368 Reiter 6 Kanonen – 80 Kanoniere Artillerie Berittene Artillerie (Württemberg) – 1 Kompanie – 6 Geschütze                                                                              | |
| Infanteriebrigade Stockmayer | |
| Württembergisches Leichtes Infanterieregiment – 1. Bataillon 400 Mann | Württembergisches Linien-Infanterieregiment – 3. Bataillon – 400 Mann |
| 24. Leichte Kavalleriebrigade General von Jett | |
| 1. Chevau-Légers Regiment Prinz Adam – 1. Escadron – 92 Reiter (Württemberg) | 3. Chevau-Légers Regiment Herzog Ludwig – 1. Escadron – 92 Reiter (Württemberg) |
| 29. Leichte Kavalleriebrigade General Wolff | |
| Régiment de chevau-légers – 1. Escadron – 92 Reiter (Westphalen) | Hessisches Chevau-légers Regiment – 1. Escadron – 92 Reiter |
| Reservepark 6 Kanonen – 80 Kanoniere – 70 Trainsoldaten – 50 Pioniere – 80 Gendarmen Artillerie 1 Kompanie Fußartillerie – 6 Geschütze 2 Trainkompanien – 70 Trainsoldaten 1 Pionierkompanie – 50 Pioniere 1 Gendarmeriekompanie – 80 Gendarmen | |

## Nicht eingeordnete Verbände
| 27. Infanteriedivision – Général Dabrowski 2200 Mann 600 Reiter 8 Kanonen – 104 Kanoniere – 70 Trainsoldaten – 50 Pioniere Artillerie und Train 1 Kompanie polnische Fußartillerie – 4 Kanoniere (Herzogtum Warschau) 1 Kompanie berittene polnische Artillerie – 4 Kanoniere (Herzogtum Warschau) 2 polnische Trainkompanien – 70 Trainsoldaten (Herzogtum Warschau) 1 polnische Pionierkompanie – 50 Pioniere (Herzogtum Warschau) | 27. Infanteriedivision – Général Dabrowski 2200 Mann 600 Reiter 8 Kanonen – 104 Kanoniere – 70 Trainsoldaten – 50 Pioniere Artillerie und Train 1 Kompanie polnische Fußartillerie – 4 Kanoniere (Herzogtum Warschau) 1 Kompanie berittene polnische Artillerie – 4 Kanoniere (Herzogtum Warschau) 2 polnische Trainkompanien – 70 Trainsoldaten (Herzogtum Warschau) 1 polnische Pionierkompanie – 50 Pioniere (Herzogtum Warschau) |
| --- | --- |
| Infanteriebrigade Zoltowski | |
| 2e régiment d’infanterie de ligne – 1. und 2. Bataillon – 1100 Mann (Herzogtum Warschau) | 4e régiment d’infanterie de ligne – 1. und 2. Bataillon – 1100 Mann (Herzogtum Warschau) |
| 18. Leichte Kavalleriebrigade Général Krukowiecki | |
| Régiment de chasseurs à cheval – 1., 2. und 3. Escadron – 300 Reiter (Herzogtum Warschau) | 2e régiment de uhlans – 1., 2., 3. und 4. Escadron – 300 Reiter (Herzogtum Warschau) |
| Garnisonstruppen in Leipzig – Général Margaron 6052 Mann 1674 Reiter 16 Kanonen – 208 Kanoniere – 136 Trainsoldaten – 16 Arbeiter – 19 Gendarmen Artillerie und Train 2 Kompanie berittene Artillerie – 12 Kanoniere 2 Trainkompanien – 136 Trainsoldaten 1 Arbeiterkompanie – 16 Arbeiter 1 Gendarmeriekompanie – 19 Gendarmen | |
| Infanteriebrigade Bertrand | |
| 35e régiment d’infanterie légère – 4. Bataillon – 605 Mann | 132e régiment d’infanterie de ligne – 1. Bataillon – 730 Mann |
| 138e régiment d’infanterie de ligne – 1. Bataillon – 352 Mann | 1er régiment provisoire d’infanterie de ligne – 2 Bataillone – 1942 Mann |
| Badische Brigade von Hochberg | |
| Badisches Jägerbataillon – 826 Mann | 2. Badisches Infanterieregiment – 1. und 2. Bataillon – 1597 Mann |
| Badische Fußartillerie – 1 Kompanie – 4 Kanoniere | |
| Kavalleriebrigade | |
| 1er régiment provisoire de dragons – 4 Escadronen – 855 Reiter | 2e régiment provisoire de dragons – Escadrons – 819 Reiter |
| Marschdivision – Général Lefol 2229 Mann 1674 Reiter | |
| Provisorische Marschbrigade | |
| Infanterieregiment Erfurt – 2 Bataillone – 743 Mann | 54e régiment d’infanterie de ligne – 2. Bataillon – 372 Mann |
| 2 Marschbataillone – 1114 Mann | |